# Maignelay-Montigny
Maignelay-Montigny település Franciaországban, Oise megyében. Lakosainak száma 2493 fő (2022. január 1.). Maignelay-Montigny Brunvillers-la-Motte, Coivrel, Crèvecœur-le-Petit, Ferrières, Godenvillers, Plainval, Ravenel, Sains-Morainvillers és Saint-Martin-aux-Bois községekkel határos.

## Népesség
A település népességének változása:
| Lakosok száma | 2711 | 2703 | 2731 | 2699 | 2685 | 2678 | 2616 | 2555 | 2493 |
|               | 2013 | 2015 | 2016 | 2017 | 2018 | 2019 | 2020 | 2021 | 2022 |